# Xultún
Xultún est le nom d’un vaste site archéologique de la civilisation maya au nord-est de Tikal au Guatemala. Le site contient une pyramide de 35 m de hauteur, des stèles, plusieurs places et des réservoirs d’eau. 
Le site est le lieu d’une découverte de mars 2010 de peintures murales, de hiéroglyphes et du plus ancien calendrier lunaire maya (1200 ans) révélés en mai 2012 par Science, qui sont venus contredire la date de décembre 2012 comme fin d'un cycle ou du monde prétendument donnée par les Mayas, les murs étant couverts de calculs allant au-delà de cette date, certains jusqu'à 7 000 ans.